# متلازمة عدم الحساسية التامة للأندروجين
متلازمة عدم الحساسية التامة للأندروجين أو متلازمة انعدام الحساسية للأندروجين التامة (CAIS) هي حالة تؤدي إلى عجز تام في الاستجابة الخلوية للأندروجينات. بناءً على هذا فإن هذه المتلازمة تُظهر أعراضًا سريرية لدى الذكور وراثياً فقط (أي الأفراد الذين لديهم الصبغي Y أو بشكل أكثر تحديداً الجين SRY). يمنع انعدام استجابة الخلية للأندروجينات من تذكير الأعضاء التناسلية خلال تطور الجنين وكذلك يمنع تطور الخصائص الجنسية الثانوية لدى الذكور في سن البلوغ ولكنه يتيح المجال للنمو التناسلي والجنسي الأنثوي دون وجود أي إعاقة واضحة لدى الأفراد الذكور وراثياً والمصابين بالحالة. 
تبدأ جميع الأجنة البشرية سواء أكانوا ذكورًا أم إناثًا وراثياً بالنمو الجنيني بشكل متشابه مع تطور كل من قناة مولر (لدى الإناث) وقناة وولف (لدى الذكور). في الأسبوع السابع من الحمل تبدأ أجسام الأجنة الذكور غير المصابين بالتحول نحو الشكل الذكري أي يتم تحفيز اكتمال قناة وولف وتثبيط قناة مولر (يحدث العكس لدى الإناث الطبيعيات). يتم تفعيل هذه العملية من خلال الأندروجينات التي تنتجها الغدد التناسلية التي تحولت إلى مبايض في وقت أبكر لدى الإناث وراثياً والتي تتحول إلى خصيتين لدى الذكور بتأثير من الصبغي Y. ثم تتجه خلايا الذكور وراثياً غير المصابين للتذكير من بين العديد من الأمور الأخرى من خلال توسع النقرة التناسلية لتصبح قضيبًا والذي يتحول لدى الإناث إلى البظر، ويتحد ما يشكل الأشفار لدى الإناث ليشكل كيس الصفن لدى الذكور (حيث تنزل الخصيتان لاحقاً).
مع ذلك فإن الذكور وراثياً المصابين بمتلازمة انعدام الحساسية للأندروجين التامة سيطورون شكلًا خارجيًا أنثويًا بالرغم من وجود الصبغي Y، ولكن داخلياً سيفتقرون إلى الرحم بالإضافة إلى أن جوف المهبل يكون ضحلًا في حين أن الغدد التناسلية التي تطورت إلى خصيتين بدلاً من المبايض في عملية الفصل الباكرة بالتحريض من الصبغي Y لن تنزل إلى الصفن وستبقى في المكان الذي يفترض أن توجد فيه المبايض. هذا لا يسبب العقم لدى الذكور وراثياً وحسب بل يشكل خطورة تحول إلى سرطان خلال الحياة لاحقاً.
CAIS هي واحدة من الفئات الثلاث لمتلازمة عدم الحساسية للأندروجين (AIS) إذ تتباين هذه المتلازمة وفقاً لدرجة تذكير الأعضاء التناسلية: تحصل متلازمة عدم الحساسية للأندروجين التامة (CAIS) عندما تكون الأعضاء التناسلية الخارجية مؤنثة بالكامل، والدرجة الخفيفة أو (MAIS) عندما تكون الأعضاء التناسلية الخارجية أعضاء ذكر طبيعي والجزئية (PAIS) عندما تكون الأعضاء الخارجية مذكرة بشكل جزئي وليس كامل.
تعد متلازمة عدم الحساسية للأندروجين أكبر كيان منفرد يؤدي إلى نقصان الإذكار مع وجود 46,XY.

## الأعراض والعلامات
يولد الأفراد المصابون بمتلازمة انعدام الحساسية للأندروجين التامة (الدرجة السادسة أو السابعة على مقياس كويغلي) كإناث ظاهرياً أي دون وجود أي علامات على تذكير الأعضاء التناسلية بالرغم من وجود النمط النووي 46,XY. لا تظهر هذه المتلازمة إلا عند البلوغ الذي قد يتأخر قليلاً ويكون طبيعياً ما عدا غياب الطمث وقلة الأشعار الثانوية أو غيابها. يفشل شعر الإبط بالظهور في ثلث الحالات وتكون الأعضاء التناسلية الخارجية طبيعية باستثناء نقص تطور البظر والشفرين. يختلف طول المهبل من حالة إلى أخرى ولكنه يكون أقصر منه لدى الإناث غير المصابات. وقد حددت دراسة على ثماني نساء مصابات متوسط طول المهبل بأنه 5.9 سم (مقارنةً ب 11.1 ± 1.0 سم لدى النساء غير المصابات ). في بعض الحالات الشديدة يكون المهبل غير متنسج بالرغم من أن حدوث ذلك غير معروف.
تكون الغدد التناسلية لدى هؤلاء الإناث خصى بدلاً من المبيضين. تتشكل الخصيتان خلال التطور الجنيني ضمن مرحلة مستقلة عن الأندروجين وبتأثير من الجين SRY على الصبغي Y. قد توجد الخصيتان داخل البطن، في الحلقة الإربية الداخلية أو ضمن فتق في الشفرين الكبيرين ما يكون السبب في اكتشاف الحالة في كثير من الأحيان. تكون الخصيتان ضامرتان عند استئصالهما لدى النساء المصابات. لا يتم استعمال التستوستيرون الذي تنتجه الخصيتان بشكل مباشر وذلك بسبب مستقبلات الأندروجين الطافرة التي تميز الإصابة ب CAISوبدلاً من ذلك يتم تحويله بتوسط من الأروماتاز إلى إستروجين ما يؤدي إلى تأنيث شكل الجسم وتحويله إلى الشكل الأنثوي الطبيعي الذي يلاحظ في الـ  CAIS.
لا تنضج خلايا الحيوانات المنوية في الخصيتين في مرحلة مبكرة وذلك لأن الأندروجين ضروري لاكتمال نضج الحيوانات المنوية. يُعتقد الآن أن خطر الإصابة بسرطان الخلايا المنتشة الذي كان يُعتقد أنه مرتفع نسبياً يبلغ حوالي 2% من الحالات. عادةً ما تكون بنى قناة وولف (البربخ، الأسهر، الحويصلات المنوية) غائبة ولكنها تتطور جزئياً في 30% من الحالات وهذا بتوقف على الطفرة التي تسبب الإصابة ب CAIS. لا يمكن أن تتحول البروستات إلى الشكل الذكري في حال خلل وظيفة مستقبلات الأندروجين مثلها مثل باقي الأعضاء التناسلية وبالتالي تبقى في شكلها الأنثوي.
تتراجع أجهزة قناة مولر (نفيري فالوب، الرحم، الجزء العلوي من المهبل) بسبب وجود الهرمون المضاد لقناة مولر الذي تنتجه خلايا سيرتولي في الخصيتين. وبالتالي تولد هؤلاء النسوة دون نفيري فالوب أو عنق رحم أو رحم وينتهي المهبل بشكل أعمى ضمن كيس. لا يكتمل تراجع قناة مولر في ثلث الحالات تقريباً ما يؤدي إلى ظهور “بقايا مولرية". بالرغم من ندرتها إلا أنه تم الإبلاغ عن حالات من CAIS لدى نساء تطورت لديهن الهياكل المولرية بالكامل. تم الإبلاغ عن حالة استثنائية لدى فتاة بعمر 22 عام مصابة ب  CAIS ولديها رحم متطور بالكامل.
تتضمن الاختلافات الدقيقة التي تم الإبلاغ عنها أطرافًا أطول قليلاً وأياديًا وأرجلًا أكبر بسبب القامة الأطول من النساء غير المصابات  بالإضافة إلى الأسنان الأكبر وندرة أو انعدام حب الشباب كما أن الثدي يكون متطورًا بشكل جيد وتزداد نسبة حدوث الاضطرابات في غدد ميبوميوس (أي متلازمات جفاف العين والحساسية للضوء).

## الاعتلال المشترك
ترتبط CAIS بانخفاض كثافة المعادن في العظام. افترض البعض أن انخفاض كثافة المعادن في العظام التي لوحظت في النساء المصابات بـ CAIS يرتبط بتوقيت استئصال الغدد التناسلية وعدم كفاية هرمون الإستروجين. ومع ذلك فقد أظهرت الدراسات الحديثة أن كثافة المعادن في العظام متشابهة سواء حدث استئصال الغدد التناسلية قبل البلوغ أو بعده وستنخفض على الرغم من مكملات الإستروجين ما دفع البعض إلى افتراض أن النقص يعزى مباشرة إلى دور الأندروجينات في تمعدن العظام.
ترتبط CAIS أيضاً بزيادة خطر الإصابة بأورام الغدد التناسلية (مثل خباثة الخلايا المنتشة) في مرحلة البلوغ إذا لم يتم إجراء استئصال الغدد التناسلية. يزداد خطر الإصابة بخباثات الخلايا المنتشة لدى النساء المصابات بالـ CAIS مع تقدم العمر وقدر بـ 3.6٪ في سن 25 عاماً و33٪ في سن 50 عاماً. يُعتقد أن نسبة حدوث أورام الغدد التناسلية في الطفولة منخفضة نسبياً فقد وجدت مراجعة حديثة للأدبيات الطبية أنه تم الإبلاغ عن ثلاث حالات فقط من أورام الخلايا المنتشة لدى الفتيات قبل سن المراهقة بالاشتراك مع CAIS في المئة عام الماضية. قدّر البعض أن معدل الإصابة بخباثة الخلايا المنتشة يصل إلى 0.8٪ قبل سن البلوغ.
يترافق نقص تنسج المهبل -وهو أحد الموجودات الشائعة نسبياً في CAIS وبعض أشكال ال PAIS- مع صعوبات جنسية بما في ذلك صعوبة اختراق المهبل وعسر الجماع.
تشير دراسة واحدة على الأقل إلى أن الأفراد المصابين بتثني الجنس قد يكونون أكثر عرضة للصعوبات النفسية ويرجع ذلك جزئياً على الأقل إلى المواقف والسلوكيات الوالدية، [59] وتخلص إلى أن الإرشاد النفسي الوقائي طويل الأجل للآباء والأمهات والأفراد المصابين يجب أن يبدأ في وقت التشخيص.
لا يُعتقد أن فترة الحياة تتأثر بالإصابة ب AIS.

## التشخيص
يمكن تشخيص CAIS لدى الإناث الطبيعيات ظاهرياً فقط. لا يشتبه به عادةً إلا في حال فشل ظهور الحيض أو ظهور فتق إربي قبل ظهور الحيض. كما أن ما يصل إلى 1-2٪ من الفتيات قبل سن البلوغ اللائي يعانين من فتق الإربي سيكن مصابات ب CAISأيضاً.
يمكن تشخيص متلازمة انعدام الحساسية للأندروجينات التامة أو متلازمة سوير خلال الحياة الرحمية من خلال مقارنة النمط النووي الذي يتم الحصول عليه عن طريق بزل السلى مع الأعضاء التناسلية الخارجية للجنين التي تظهر بالتصوير بالأمواج فوق الصوتية قبل الولادة. كثير من الأطفال المصابين بهذه المتلازمة لا تظهر لديهم ذروة التستوستيرون الطبيعية العفوية وهي حقيقة يمكن استغلالها تشخيصياً عن طريق الحصول على قيم الهرمون المنشط للجسم الأصفر القاعدية وقياسات هرمون التستوستيرون يتبعها إجراء اختبار تحريض هرمون موجهة الغدد التناسلية المشيمائية البشرية (hGC).
الفوارق الرئيسية لـ CAIS هي خلل تكوين الغدد التناسلية الكامل (متلازمة سوير) وخلل تنسج قناة مولر (متلازمة ماير روكيتانسكي كوستر هاوزر أو MRKH). ترتبط كل من متلازمة CAIS وسوير بوجود النمط النووي 46,XY في حين أنه في MRKH ليست كذلك وبالتالي يمكن استبعاد MRKH عن طريق التحقق من وجود الصبغي Y والذي يمكن القيام به إما عن طريق التهجين الموضعي المتألق (FISH) أو عن طريق النمط النووي الكامل. تتميز متلازمة سوير بسوء نمو الثدي وقصر القامة. يتم تأكيد تشخيص CAIS عندما يكشف تسلسل الجينات لمستقبلات الإندروجين (AR) عن حدوث طفرة على الرغم من أن ما يصل إلى 5% من الأفراد الذين يعانون من CAIS ليس لديهم طفرة AR.
غالباً ما كان تشخيص هذه المتلازمة يبقى مخفياً عن الفرد المصاب أو عائلته وذلك حتى تسعينيات القرن الماضي. من الممارسات الشائعة حالياً الكشف عن التركيب الوراثي في وقت التشخيص، خاصةً عندما تكون الطفلة المصابة في سن المراهقة على الأقل. إذا كان الشخص المصاب طفلاً أو رضيعاً فإن الأمر متروك للوالدين عموماً وغالباً ما يتم ذلك بالتزامن مع طبيب نفسي لتحديد موعد الكشف عن التشخيص.

### التدبير
يقتصر تدبير AIS حالياً على التدبير العرضي إذ إن وسائل تصحيح بروتين مستقبلات الإندروجين المعطلة الناتجة عن طفرة جين AR غير متاحة حالياً. تشمل مجالات التدبير حالياً تحديد الجنس، رأب الأعضاء التناسلية، استئصال الأعضاء التناسلية فيما يتعلق بمخاطر حصول ورم والعلاج بالهرمونات البديلة والاستشارات الوراثية والنفسية. غالباً ما يتم إجراء المداخلات غير الرضائية على الرغم من زيادة الوعي العام بالصدمة النفسية الناتجة.

### تحديد الجنس والجنسانية
يتربى معظم الأفراد المصابين بـ CAIS كإناث. يولدون كإناث ظاهرياً وعادة ما يكون لديهم هوية جنسية غيرية؛ ومع ذلك فقد أبلغت دراستان حالة على الأقل عن هوية جنسية ذكرية لدى الأفراد المصابين بـ CAIS.

### العلاج بالتوسيع
يمكن تصحيح معظم حالات نقص تنسج المهبل المصاحب لـ CAIS باستخدام طرق التوسيع بالضغط غير الجراحية الطبيعة المرنة للأنسجة المهبلية كما يتضح من قدرتها على استيعاب الاختلافات في الحجم بين السدادة القطنية (التامبون) والقضيب ورأس الطفل تجعل التمدد ممكناً حتى في الحالات التي يكون فيها العمق المهبلي معرضاً للخطر بشكل كبير. يُعتقد أن الامتثال للعلاج ضروري لتحقيق نتائج مرضية. يمكن تحقيق التوسيع أيضاً عن طريق إجراء فاشيتي الذي يشتمل على تمديد الأنسجة المهبلية إلى مهبل وظيفي باستخدام جهاز الجر الذي يتم تثبيته على جدار البطن والغرز تحت الصفاق والقالب الذي يتم وضعه مقابل النقرة المهبلية يحدث التمدد المهبلي بزيادة التوتر في الغرز والذي يتم إجراؤه يومياً. ينصح حالياً باستخدام طريقة التوسيع بالضغط غير الجراحية كخيار أول نظراً لأنها غير غازية وناجحة للغاية. ولا ينبغي أن يتم إجراء توسيع المهبل قبل البلوغ.

### بناء مهبل جديد

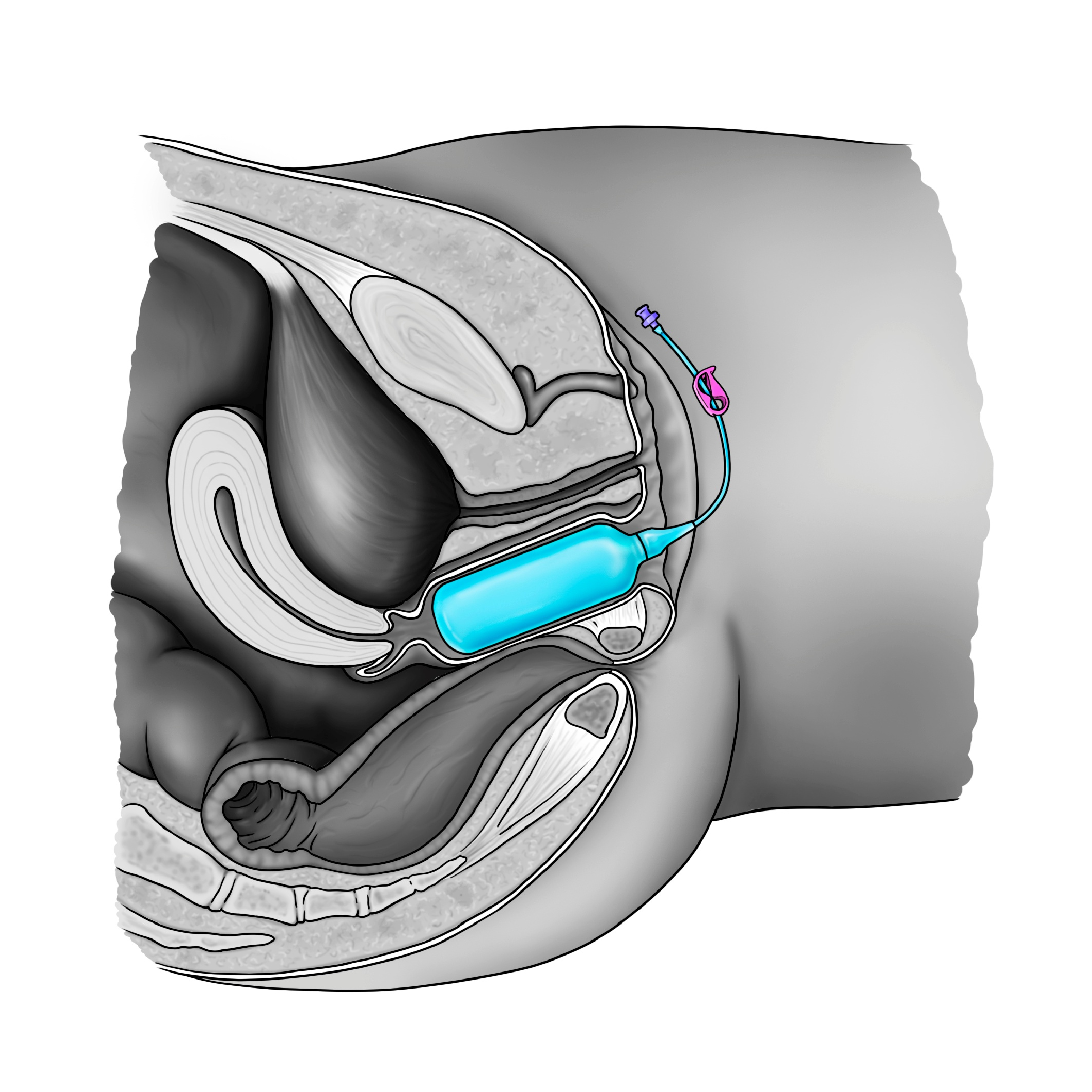
موسع المهبل ZSI 200 NS موضوعاً في مهبل الأنثى

تم تطوير العديد من العمليات الجراحية التي تهدف إلى بناء مهبل جديد، ولكن ليس هناك أي طريقة مثالية. يجب التفكير بإجراء الجراحة فقط عندما تفشل الطرق غير الجراحية لتوسيع المهبل عبر الضغط بتوفير نتائج مقبولة.  يمكن القيام برأب المهبل الجديد باستخدام رقعة جلدية، أو طعم من الأمعاء، اللفائفي، الغشاء المصلي البطني، أنسجة الفم والأسنان، السلى، أو الأم الجافية، أو عبر استخدام موسع المهبل.  يتم قياس نجاح هذه الأساليب عبر تقييم النشاط الجنسي، وليس فقط عبر قياس الطول المهبلي، كما جرت عليه العادة سابقاً. قد يشكل استخدام قطع من اللفائفي أو القولون الصاعد مشاكل بسبب قصر المساريق، وهذا قد يولد شد على المهبل الجديد مما قد يؤدي إلى تضيقه. أما المهبل الجديد الذي يتم انشاؤه من القولون السيني فلديه القدرة على إنتاج الإفرازات المزلقة، دون إنتاج كمية فائضة من المخاط كما هو الحال في المهبل الجديد المكون من قسم من الأمعاء الدقيقة. قد يتسبب رأب المهبل الجراحي بالتندب على مدخل المهبل، وهذا ما قد يستدعي القيام بعمليات جراحية إضافية للإصلاح. موسع المهبل هي أداة كالبالون يتم ايلاجها في المهبل بعد تنفيسها ومن ثم يتم نفخها بتمهل، وهناك حاجة لإستخدام هذه الأداة بعد العمل الجراحي لمنع تندب وتضيق المهبل. بعض المضاعفات الأخرى تتضمن الإصابات الرضحية في المثانة أو الأمعاء. يجب القيام بفحص سريري سنوياً في تلك المرضى، إذ أن إنشاء مهبل جديد يحمل معه إحتمال نشوء ورم سرطاني ، ولكن يبقى هذا الإحتمال ضئيلاً. لا يجب القيام بجراحة إنشاء مهبل جديد أو توسيع المهبل قبل الوصول لسن البلوغ. 

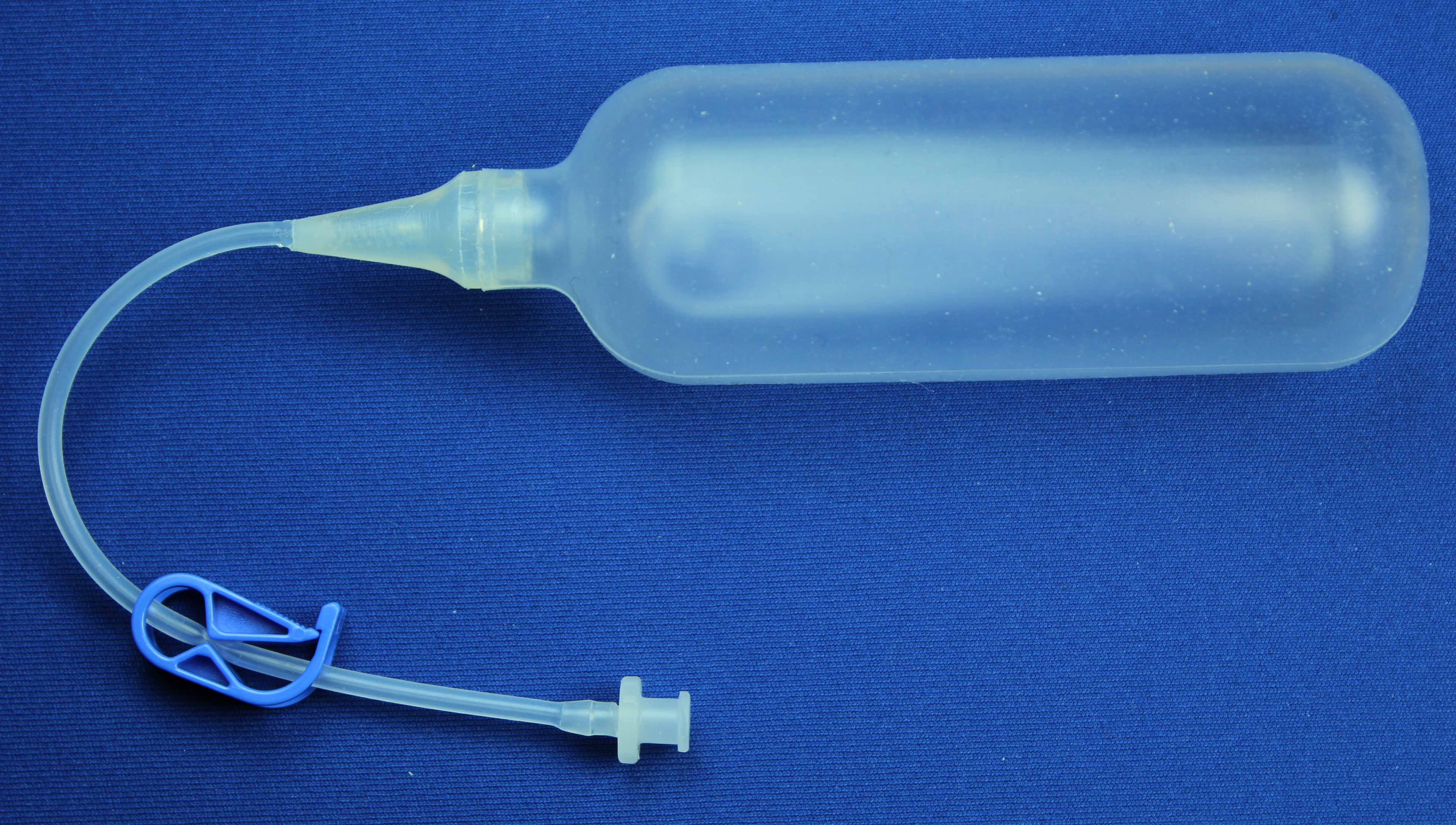
موسع المهبل ZSI 200 NS القابل للنفخ